# International MaxxPro
International MaxxPro est un véhicule militaire blindé de transport de troupes ou de dépannage fabriqué par Navistar International aux États-Unis. C'est un véhicule de type MRAP avec une coque en V pour se protéger contre les mines terrestres.

## Description
Contrairement aux autres véhicules de ce type la coque est boulonnée et non soudée, cela facilite les réparations sur le terrain mais rend le véhicule plus vulnérable. Le MaxxPro est armé uniquement d'une tourelle sur le toit pouvant accueillir un fusil-mitrailleur de calibre 7,62 mm ou 12,7 mm mais également d'autres types d'arme d'infanterie comme un missile BGM-71 TOW ou un lance-grenades automatique Mk19. Selon la configuration, la tourelle peut être entièrement téléopérée.

### Variantes
- Maxxpro light : MRAP Catégorie 1 ;
- MaxxPro XL : MRAP Catégorie 2 ;
- MaxxPro Plus : MRAP avec protection de blindage supplémentaire ;
- MaxxPro Dash : Version légère du véhicule de base ;
- MaxxPro Ambulance : véhicule blindé MRAP d'évacuation médicale ;
- MaxxPro Wrecker : véhicule blindé MRAP de dépannage ;
- MaxxPro Cargo ;
- MaxxPro Tractor.

## Utilisateurs

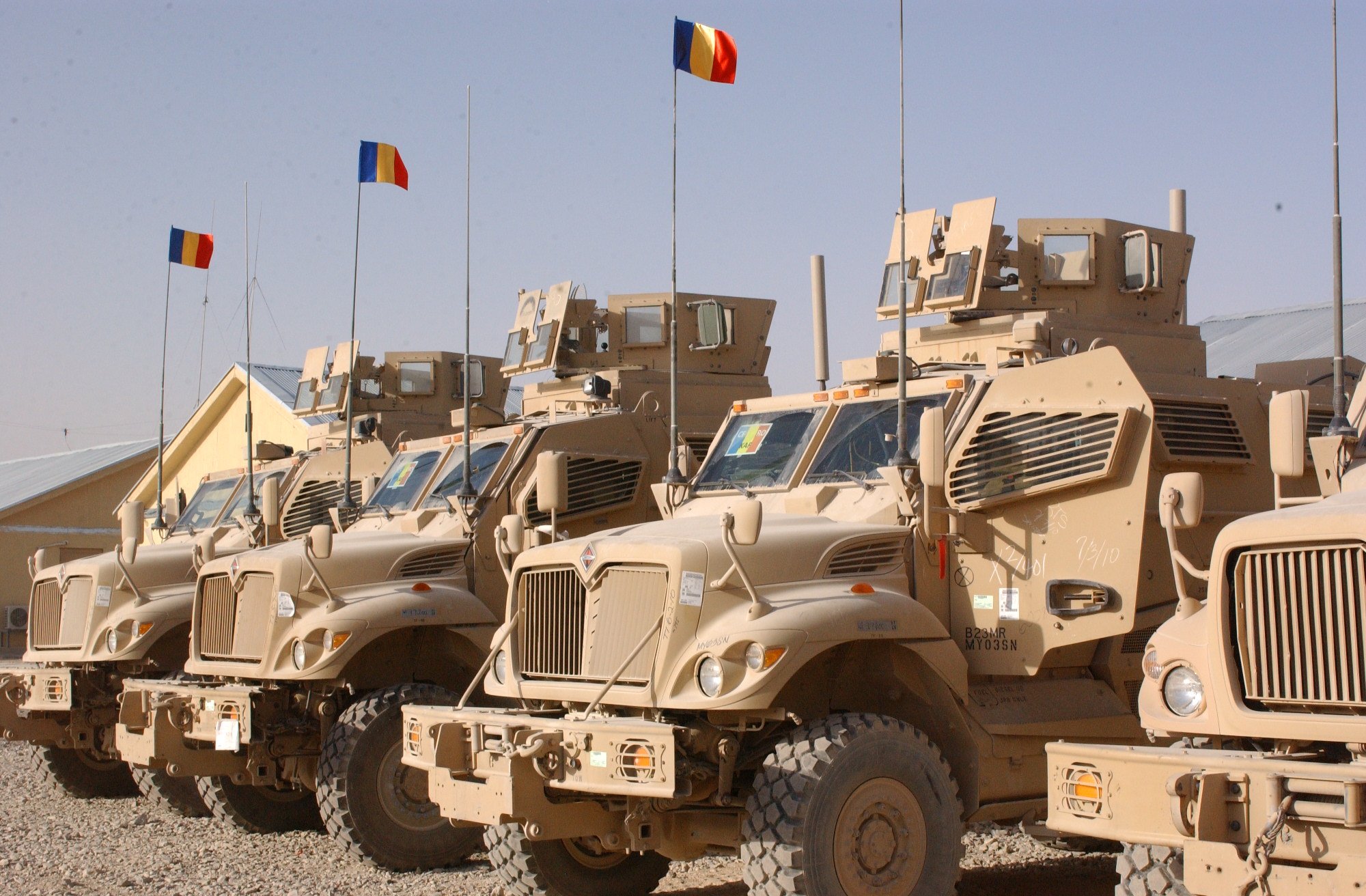
MaxxPros roumains dans la province de Zabul

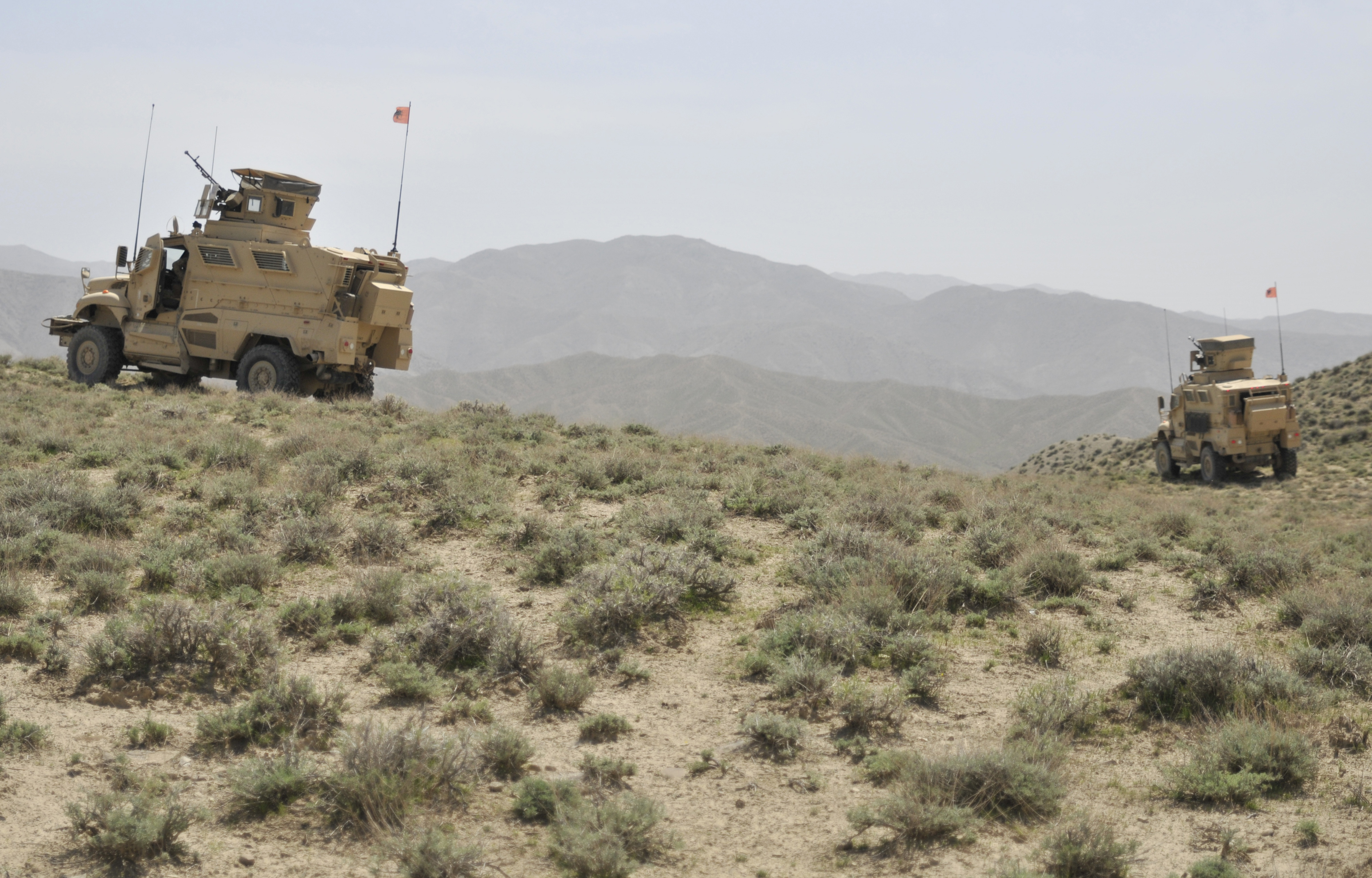
MaxxPros albanais en Afghanistan

- Afghanistan 155[réf. nécessaire] livrés à l'armée nationale afghane avant la prise du pouvoir par les Talibans en 2021.
- Albanie
- Algérie [4]
- Bulgarie 4
- Croatie 35
- Irak
- Egypt 12
- Espagne 14 véhicule de dépannage[5]
- Hongrie 42
- Jordanie 100
- Lituanie[6]
- Pakistan 22
- Pologne 30
- Roumanie 60
- Slovakia
- Singapour 15
- Corée du Sud 10
- Turquie
- Émirats arabes unis
- États-Unis 3 375
- Ukraine Don de 40 annoncé le 19 août 2022 à la suite de l'invasion de l'Ukraine par la Russie en 2022[7]: 440 en date de novembre 2022[8],[9].